# Arcueil – Cachan (stanice metra v Paříži)
Arcueil – Cachan je plánovaná stanice pařížského metra na budoucí lince 15 mezi stanicemi Villejuif – Institut Gustave-Roussy a Bagneux – Lucie Aubrac. Místo budoucí stanice se nachází jižně od Paříže ve městě Cachan pod železničním nádražím na křižovatce ulic Avenue Carnot a Avenue Eyrolles, kde bude možný přestup na linku RER B. Stanice bude umístěná v hloubce 24 m.

## Výstavba
Pro realizaci stanice byly vybrány společnost SETEC TPI / INGEROP a architektonická kancelář ar.thème. Vyhláška o zprovoznění tohoto úseku linky 15 byla zveřejněna 24. prosince 2014. Přípravné začaly v dubnu 2015 a budou pokračovat do konce roku 2016 a stavební práce začnou v roce 2017.
V roce 2013 byla pro potřeby stanice zakoupena parcela a byl zbořen hotel a pět domů. Otevření stanice je plánováno na rok 2020.

## Název
Název stanice je prozatím provizorní a je odvozen od železničního nádraží.